# Gooi (Gueldre)
Pour les articles homonymes, voir Gooi.
Gooi est un village néerlandais de la province de Gueldre dans la commune de Bronckhorst. Gooi est situé à l'ouest de Keijenborg, le long de la route de Steenderen.
Jusqu'au 1er janvier 2005, ce village faisait partie de la commune de Hengelo. En 1840, Gooi comptait 107 maisons et 677 habitants.